# Libnotes (Libnotes) punctatinervis
Libnotes (Libnotes) punctatinervis is een tweevleugelige uit de familie steltmuggen (Limoniidae). De soort komt voor in het Oriëntaals gebied.